# Ma'a Nonu

a Compétitions nationales et continentales officielles uniquement.

b Matchs officiels uniquement.
Dernière mise à jour le 15 juin 2020.
 Ma'a Nonu, né le 21 mai 1982 à Wellington (Nouvelle-Zélande), est un joueur international néo-zélandais de rugby à XV, d'origine samoane, évoluant au poste de centre ou d'ailier.
Il remporte avec sa sélection deux Coupes du monde, lors des éditions 2011 et 2015, deux Tri-nations, en 2008 et 2010 et trois Rugby Championship, compétition qui succède au Tri-nations, en 2012, 2013 et 2014. En Super 12, puis Super 14 et Super Rugby, il évolue avec les Hurricanes, les Blues et les Highlanders. 
Mettant fin à sa carrière internationale après la victoire des All Blacks en finale de la Coupe du monde 2015 face à l'Australie, où il est l'auteur d'un essai, Ma'a Nonu rejoint le RC Toulon en Top 14 à partir de la saison 2015-2016. Il joue trois saisons là-bas avant de retrouver les Blues en 2019. Après une pige d'un an en 2020 en Major League Rugby au Legion de San Diego, il effectue en septembre 2020 son retour au RC Toulon. Puis, il repart à San Diego à partir de la saison 2022.
En 2025, il reprend à 43 ans du service au RC Toulon, où il marque même un essai lors du match de barrage contre le Castres Olympique le 14 juin 2025.

## Biographie
Né le 21 mai 1982, Ma'a Nonu nait et grandit à Wellington. Il est scolarisé au Rogontai College. Il pratique aussi le rugby à XIII. Il fait ses débuts dans le Championnat national des provinces néo-zélandaises (NPC) avec la province de Wellington en 2002 et avec la franchise des Hurricanes dans le Super 12 en 2003. Joueur puissant et explosif, capable de créer des espaces, considéré comme l'un des meilleurs perforateurs par Graham Henry, le sélectionneur des All Blacks, Nonu se distingue aussi par ses dreadlocks teints en blond, sa propension à porter du eyeliner sur le terrain et un plaquage sur un streaker lors d'une rencontre de NPC. 
Il connaît sa première sélection internationale avec l'équipe de Nouvelle-Zélande, le 14 juin 2003 contre l'équipe d'Angleterre et est retenu quelques mois plus tard pour la Coupe du monde 2003. Néanmoins, il n'a pas encore un statut de titulaire au centre et est concurrencé par des joueurs comme son coéquipier Tana Umaga, Aaron Mauger ou Daniel Carter. De ce fait, il ne participe qu'à trois matches de poules contre l'Italie, le Canada et le Tonga. Même lorsque Tana Umaga se blesse lors du tournoi, c'est l'arrière Leon McDonald qui lui est préféré. En raison de son inexpérience, de son inconstance, de ses lacunes défensives et de ses erreurs dans les phases de contact et de regroupement[réf. nécessaire], il n'a pas toujours la faveur de ses entraîneurs. 
Hors de forme, il n'est pas retenu pour le Tri-nations 2004 et en 2005, il se voit repositionné au poste d'ailier avec les Hurricanes pour laisser la place à l'association Tana Umaga-Conrad Smith au centre. Une association reconduite en équipe nationale, qui l'oblige aussi à postuler au poste d'ailier et à être concurrencé par des joueurs comme Doug Howlett, Joe Rokocoko ou Sitiveni Sivivatu. 
Il n'est pas retenu pour le Tri-nations 2006 (à cause d'une blessure cette fois)[réf. nécessaire], ni pour la Coupe du monde 2007. En raison de son incapacité à s'établir comme un titulaire avec les All Blacks, il envisage en décembre 2006, de jouer en rugby à XIII dans la National Rugby League. 
C'est à partir de l'année 2008 qu'il réussit à s'établir durablement avec les All Blacks au poste de centre, associé avec son coéquipier des Hurricanes, Conrad Smith. Les deux joueurs sont systématiquement associés en sélection depuis et remportent le Tri-nations 2008 et 2010. En 2011, Nonu participe à sa deuxième Coupe du monde : il remporte le titre de champion du monde, disputant six matchs et marquant trois essais. Il s'illustre comme l'un des meilleurs joueurs du tournoi et est même nommé pour le titre de meilleur joueur de l'année par l'IRB, avec les Néo-Zélandais Piri Weepu et Jerome Kaino, les Australiens David Pocock et Will Genia et le Français Thierry Dusautoir. C'est à ce dernier que le titre est finalement décerné.
En juillet 2013, il se retrouve sans club, les Highlanders ne souhaitant pas renouveler son contrat. Bien que sollicité par des clubs étrangers, dont Clermont, il reste en Nouvelle-Zélande, signant avec les Blues. Après cette saison 2014 de Super Rugby, où la franchise termine dernière de la conférence néo-zélandaise, il retourne aux Hurricanes.
Titulaire au centre, aux côtés de Conrad Smith ou de Sonny Bill Williams lors de la Coupe du monde 2015 en Angleterre, il joue six matchs (laissé au repos au premier tour pour la rencontre face à la Namibie) et marque un essai sur une course de 45 mètres au début de la seconde mi-temps de la finale contre l'Australie remportée 34-17 par les All Blacks. Nonu fait partie des joueurs doubles champions du monde ayant participé aux finales 2011 et 2015.
Le 20 décembre 2014, le président du Rugby club toulonnais, Mourad Boudjellal, annonce la signature de Nonu au RCT pour deux saisons[réf. nécessaire]. Nonu rejoint Toulon après la Coupe du monde 2015. En mai 2018, alors qu'il vient de prolonger son contrat avec le RC Toulon, il décide de mettre sa carrière en suspens et de rentrer en Nouvelle-Zélande pour des raisons familiales,.
En septembre 2018, il décide de revenir à la compétition et s'engage avec les Blues pour la saison 2019 de Super Rugby.
En 2020, il part jouer au Legion de San Diego, dans la récente Major League Rugby, mais la saison est tronquée par la pandémie de Covid-19.
Lors de la saison 2020-2021, il retourne au RC Toulon. Puis, il repart en Californie à partir de 2022 et rempile pour la saison 2024.

## Style de jeu
Ce centre puissant réputé pour sa capacité à perforer les défenses est souvent comparé à son compatriote Tana Umaga pour son style de jeu.

## Carrière

### En province / club
- 2002-2015 : Wellington Lions  (ITM Cup)
- 2003-2011 Hurricanes  (Super 15)
- 2011-2012 : Black Rams  (Top League)
- 2012 : Blues  (Super Rugby)
- 2013 : Highlanders  (Super Rugby)
- 2014 : Blues  (Super Rugby)
- 2015-2018 : RC Toulon  (Top 14)
- 2019 : Blues  (Super Rugby)
- 2020 : Legion de San Diego  (Major League Rugby)

### En équipe nationale
Il a eu sa première cape internationale le 14 juin 2003 avec l'équipe de Nouvelle-Zélande, à l’occasion d’un match contre l'équipe d'Angleterre.
Il a participé à la coupe du monde 2003.
Il n'a pas été retenu pour l'édition 2007. Il dispute le Tri-Nations 2008 où il arrive enfin à s'imposer en numéro 12, premier centre aussi nommé second five-eight dans l'hémisphère sud, grâce à sa complémentarité avec Conrad Smith, joueur qu'il côtoie également au sein de la franchise des Hurricanes. Il a participé aux Tri-nations 2008, 2009, 2010, 2011 puis du The Rugby Championship 2012, 2013, 2014 et 2015. 
Il dispute la coupe du monde 2011 où il participe au sacre avec les All Blacks.
Le 9 octobre 2015 Ma'a Nonu devient le sixième joueur néo-zélandais à atteindre le nombre de 100 sélections avec les All Blacks, lors du match de la poule C de la coupe du monde 2015 contre l'équipe des Tonga disputé au St James' Park de Newcastle. Lors de cette rencontre, remportée par les All Blacks sur le score de 47 à 9, il inscrit le dernier des sept essais néo-zélandais.
Il participe à 21 rencontres de Bledisloe Cup, rencontres qui opposent les équipes d'Australie et de Nouvelle-Zélande, inscrivant sept essais lors de celles-ci et remportant seize victoires, concédant trois défaites et deux nuls. Lors des confrontations avec l'équipe de France, qu'il affronte à 14 reprises pour un bilan de 13 victoires et une défaite et quatre essais marqués, il remporte le Trophée Dave Gallaher à six reprises, en 2004, 2006, 2007, novembre 2009, et en juin et novembre 2013.

## Palmarès

### En province / club
- Finaliste du Super Rugby en 2006 et 2015.
- Finaliste du National Provincial Championship en 2006 avec Wellington.
- Finaliste du Championnat de France en 2016 et 2017
- Finaliste de la Major League Rugby en 2023.

### En équipe nationale
Ma'a Nonu compte deux titres de champion du monde à son palmarès, titre obtenu lors des éditions de 2011 et 2015. Il remporte également deux éditions du Tri nations en 2008 et 2010, et trois du The Rugby Championship en 2012, 2013 et 2014.
Au 31 octobre 2015, Ma'a Nonu compte 103 sélections avec les All-Blacks, inscrivant 155 points, soit 31 essais.

### Coupe du monde
Ma'a Nonu participe à trois éditions de la coupe du monde. Il dispute tout d'abord l'édition 2003 en Australie, jouant trois rencontres, contre l'Italie, le Canada où il est titulaire et inscrit un essai, et les Tonga. Au mondial 2011, où les All Blacks évoluent à domicile, il participe à six rencontres, toutes en tant que titulaire, face aux Tonga, au Japon, à la France, l'Argentine, l'Australie et de nouveau la France, en finale. Il est de nouveau sélectionné pour l'édition 2015 en Angleterre, étant titulaire face à l'Argentine, remplaçant contre la Namibie et titulaire contre les Tonga. Il dispute les trois rencontres de la phase finale  en tant que titulaire, le quart de finale face à la France, la demi-finale face à l'Afrique du Sud et la finale face à l'Australie.
| Édition               | Rang      | Résultats Nouvelle-Zélande | Résultats M. Nonu | Matchs M. Nonu |
| --------------------- | --------- | -------------------------- | ----------------- | -------------- |
| Australie 2003        | Troisième | 6 v, 0 n, 1 d              | 3 v, 0 n, 0 d     | 3/7            |
| Nouvelle-Zélande 2011 | Vainqueur | 7 v, 0 n, 0 d              | 6 v, 0 n, 0 d     | 6/7            |
| Angleterre 2015       | Vainqueur | 7 v, 0 n, 0 d              | 6 v, 0 n, 0 d     | 6/7            |

Légende : v = victoire ; n = match nul ; d = défaite.

### Tri-nations
Ma'a Nonu participe à huit éditions du Tri-nations, ou du Rugby Championship, participant à l'obtention de cinq titres, en 2008, 2010,  2012, 2013 et 2014. Il participe à 37 rencontres, dont 36 en tant que titulaire, inscrivant 55 points, onze essais.
| Édition                     | Rang | Résultats Nouvelle-Zélande | Résultats M. Nonu | Matchs M. Nonu |
| --------------------------- | ---- | -------------------------- | ----------------- | -------------- |
| Tri-nations 2008            | 1    | 4 v, 0 n, 2 d              | 4 v, 0 n, 2 d     | 6/6            |
| Tri-nations 2009            | 2    | 3 v, 0 n, 3 d              | 3 v, 0 n, 3 d     | 6/6            |
| Tri-nations 2010            | 1    | 6 v, 0 n, 0 d              | 5 v, 0 n, 0 d     | 6/6            |
| Tri-nations 2011            | 2    | 2 v, 0 n, 2 d              | 2 v, 0 n, 1 d     | 3/4            |
| The Rugby Championship 2012 | 1    | 6 v, 0 n, 0 d              | 6 v, 0 n, 0 d     | 6/6            |
| The Rugby Championship 2013 | 1    | 6 v, 0 n, 0 d              | 5 v, 0 n, 0 d     | 5/6            |
| The Rugby Championship 2014 | 1    | 4 v, 1 n, 1 d              | 2 v, 1 n, 0 d     | 3/6            |
| The Rugby Championship 2015 | 2    | 2 v, 0 n, 1 d              | 2 v, 0 n, 0 d     | 2/3            |

### Distinctions personnelles
- Oscar Monde du Midi olympique en 2015[réf. nécessaire]

## Anecdotes
- On le surnomme Young Tana[18], Skux[1] ou Rock[2].
- Il est connu pour ses dreadlocks et son habitude de mettre de l'eyeliner sur le terrain.
- Il est le cousin de Tao Tapasu, également joueur de rugby.
- Son oncle, Palepoi Afamasaga, a été international samoan dans les années 1970.